# Denis Chismatullin
Denis Rimovič Chismatullin, in russo Денис Римович Хисматуллин, noto come Denis Khismatullin in occidente, (Neftekamsk, 28 dicembre 1984), è uno scacchista russo.
Nel 2004 è diventato il primo Grande maestro della Baschiria.
Ha raggiunto il punteggio FIDE più alto in marzo 2014, con 2714 punti Elo.

## Principali risultati
- 2000 :  secondo nel Campionato del mondo U16 di Oropesa del Mar;
- 2004 :  primo a pari merito con Pavel Smirnov nel campionato mondiale universitario di Istanbul;[2]
- 2011 :  4º-10º con Qosimjonov, Kamskij, Məmmədov, Čeparinov, Rodshtein e Yu Yangyi nell'Open Aeroflot di Mosca;[3]
- 2011 :  partecipa alla Coppa del Mondo 2011, in cui viene eliminato al primo turno dal connazionale Michail Kobal'ja;
- 2013 :  1º-11º nel Memorial Mikhail Chigorin di San Pietroburgo (5º per spareggio Buholz);[4]
- 2014 :  vince il Memorial Dvorkovich di Taganrog[5]; in ottobre vince il torneo lampo del Memorial Chigorin di San Pietroburgo;[6]
- 2015 :  secondo a pari merito nel Campionato europeo individuale di Gerusalemme.[7]
- 2017 :   in maggio vince il Campionato russo a squadre con il team della Siberia.[8]

È stato per molti anni il principale allenatore di Dmitrij Jakovenko, al 2021 è uno dei collaboratori di Sergey Karjakin.